# 蘇由
蘇 由（そ ゆう、生没年不詳）は、中国後漢時代末期の武将。

## 正史の事跡
| 姓名         | 蘇由     |
| 時代         | 後漢時代 |
| 生没年       | 〔不詳〕 |
| 字・別号     | 〔不詳〕 |
| 出身地       | 〔不詳〕 |
| 職官         | 〔不詳〕 |
| 爵位・号等   | -        |
| 陣営・所属等 | 袁尚     |
| 家族・一族   | 〔不詳〕 |

袁尚配下。建安9年（204年）2月、袁尚の命令で審配と共に鄴を守備したが、曹操軍が接近してくると、これに内応しようと謀った。しかし事前に露見したため、鄴城内で審配と市街戦を繰り広げた挙げ句に、敗れて曹操の下に逃げ込んだ。その後の蘇由の行方は不明である。

## 物語中の蘇由
小説『三国志演義』でも蘇由は登場するが、曹操に寝返った経過はなく、それ以上の記述も無い。